# Schistometopum gregorii
Schistometopum gregorii är en groddjursart som först beskrevs av George Albert Boulenger 1895.  Schistometopum gregorii ingår i släktet Schistometopum och familjen Caeciliidae. IUCN kategoriserar arten globalt som livskraftig. Inga underarter finns listade i Catalogue of Life.